# Lovell (Maine)
Lovell és una població dels Estats Units a l'estat de Maine (EUA). Segons el cens del 2000 tenia 974 habitants.

## Demografia
Segons el cens del 2000, Lovell tenia 974 habitants, 393 habitatges, i 275 famílies. La densitat de població era de 8,7 habitants/km².
Dels 393 habitatges en un 29% hi vivien nens de menys de 18 anys, en un 58,5% hi vivien parelles casades, en un 6,4% dones solteres, i en un 29,8% no eren unitats familiars. En el 23,2% dels habitatges hi vivien persones soles el 8,4% de les quals corresponia a persones de 65 anys o més que vivien soles. El nombre mitjà de persones vivint en cada habitatge era de 2,48 i el nombre mitjà de persones que vivien en cada família era de 2,92.
Per edats la població es repartia de la següent manera: un 24% tenia menys de 18 anys, un 5% entre 18 i 24, un 25,8% entre 25 i 44, un 29,7% de 45 a 60 i un 15,5% 65 anys o més.
L'edat mediana era de 43 anys. Per cada 100 dones de 18 o més anys hi havia 107,9 homes.
La renda mediana per habitatge era de 33.365 $ i la renda mediana per família de 40.833 $. Els homes tenien una renda mediana de 29.375 $ mentre que les dones 22.279 $. La renda per capita de la població era de 17.089 $. Entorn del 8,7% de les famílies i el 12,4% de la població estaven per davall del llindar de pobresa.